# Austria en los Juegos Olímpicos de París 1924
Austria estuvo representada en los Juegos Olímpicos de París 1924 por un total de 49 deportistas que compitieron en 8 deportes.  

## Medallistas
El equipo olímpico austríaco obtuvo las siguientes medallas:
| Nombre            | Deporte      | Competición |
| ----------------- | ------------ | ----------- |
| Oro               |              |             |
| —                 |              |             |
| Plata             |              |             |
| Andreas Stadler   | Halterofilia | 60 kg M     |
| Anton Zwerina     | Halterofilia | 67,5 kg M   |
| Franz Aigner      | Halterofilia | +82,5 kg M  |
| Bronce            |              |             |
| Leopold Friedrich | Halterofilia | 82,5 kg M   |